# فرط تنسج حليمي التهابي
فرط التنسج الحليمي الالتهابي، هو مرض حميد يظهر على شكل آفة عقيدية واحدة أو أكثر تقيس 2 مم أو أقل ضمن الغشاء المخاطي الفموي. تشاهد الآفة ضمن الحنك الصلب بشكل شبه حصري، وقد تنشأ من الغشاء المخاطي للفك السفلي في حالات نادرة. لا تترافق الآفة عادةً بأي أعراض، وقد يتراوح لون الغشاء المخاطي بين الوردي والأحمر.
يرتبط فرط التنسج الحليمي الالتهابي بشكل عام باستخدام بدلات الأسنان العلوية القابلة للإزالة. ومع ذلك، شوهدت الآفات لدى مرضى يملكون أسنان طبيعية دون قصة سابقة لاستخدام بدائل سنية.
تشاهد معظم الآفات تحت البدلات السنية غير الملائمة للفك والمستخدمة لفترات طويلة من الزمن، ولدى المرضى الذين لا ينزعون بدلاتهم في الليل عند نومهم. يسبب الرض الخفيف المزمن للفك حدوث الآفة نتيجة التخريش الاحتكاكي. لا تسبب البدلات السنية غير الملائمة الأورام الحليمية أبدًا؛ إذ يملك المرضى المصابون بالآفة عوامل مؤهبة مشاركة أخرى عادةً. قد تنشأ الآفة نتيجة الإصابة بإنتان جرثومي منخفض الدرجة أو فطري بالمبيضات. يشاهد فرط التنسج الحليمي الالتهابي أحيانًا لدى الأفراد الذين يملكون أقبية حنك عالية أو من يتنفسون عبر الفم دون قصة استخدام بدلات سنية.

## العلامات والأعراض
يشاهد فرط التنسج الحليمي لدى متوسطي وكبار السن ولدى الإناث أكثر من الذكور بمعدل (2: 1). تتشكل الآفة على الغشاء المخاطي للحنك الصلب وحواف الأسناخ السنية، ولا تترافق عادةً بأي أعراض. يبدو فرط التنسج الحليمي كمجموعة حطاطات أو عقيدات متوضعة على سطح حمامي أو طبيعي أو شفاف نوعًا ما. ترتبط العديد من الحالات بالتهاب فم ناجم عن البدلات السنية.
تنتشر الآفة عادةً على معظم الغشاء المخاطي لقبو الحنك دون إصابة الغشاء المخاطي للأسناخ السنية. قد تشاهد مستعمرات من فطور المبيضات في الثنايا الموجودة بين العقيدات. تسبب الآفة الألم في حالات نادرة، وقد يسبب الإنتان الفطري إحساس حارق. تكون الحطاطات الحديثة متوذمة، بينما تكون القديمة متليفة وصلبة لا يمكن تمييزها بشكل منفرد عن الورم الليفي التخريشي. شوهدت حالات لفرط تنسج حليمي مع إنتان بالمبيضات لدى مرضى مصابين بفيروس نقص المناعة البشرية دون قصة استخدام بدلات سنية.

## السبب
لم يكتشف أصل واضح للآفة، ويعتقد أنها ذات طبيعة التهابية.
يعزز الفراغ الموجود بين قاعدة البدلة السنية وأنسجة الحنك من دخول الطعام إليه، وهذا سيشجع التكاثر الجرثومي والفطري. بدت تلك العلاقة واضحة لدى 80% من مرضى فرط التنسج الحليمي الالتهابي.
تشمل الأسباب الأخرى وضع بدلات سنية غير ملائمة أو سيئة التحدد وتخريش الغدد اللعابية الحنكية وقلة الاهتمام بنظافة الفم والاستخدام المستمر للبدلات السنية ليلًا ونهارًا.
قد تولد البدلات السنية غير الملائمة أو سيئة التحدد حركة احتكاكية، وهذا سيرفع احتمال تطور الآفة.
ترتبط الآفة بالإنتان بالمبيضات على نحو شائع. وجدت بعض الدراسات في البرازيل علاقة ارتباط قوية بين قلة الاهتمام بنظافة الفم والالتهابات الناجمة عن البدلات السنية. يعتبر التهاب الفم من أشيع الآفات المخاطية المرتبطة بالبدلات السنية. يترافق الأخير بالمبيضات البيضاء بشكل دائم، وقد يحدث ذلك نتيجة قلة الاهتمام بنظافة الفم. مع ذلك، يعتبر الإنتان بالمبيضات البيضاء حدث انتهازي غير ناجم عن التهاب الفم أو فرط التنسج الحليمي الالتهابي بشكل مباشر.
كشفت دراسات البرازيل عن أهمية نوع الجنس في هذا المرض. تعيش الإناث عادةً عمر أطول من الذكور، وهذا يعني ارتفاع عدد الإناث المستخدمات للبدلات السنية. ولذلك، تكون إصابة الإناث بفرط التنسج الحليمي الالتهابي أكبر مقارنةً بالذكور. يكون الغشاء المخاطي الفموي عند النساء أكثر عرضة لتغيرات فرط التنسج مقارنةً بالرجال؛ بسبب التغيرات التي تصيب الغشاء المخاطي للفم بعد سن اليأس.